# SHIBUYA SKY
SHIBUYA SKY（渋谷スカイ、しぶやスカイ）は、東京都渋谷区渋谷2丁目にある展望台。渋谷駅に直結した超高層ビル「渋谷スクランブルスクエア」東棟の45階、46階、屋上に位置する（出入口は14階）。地上229mから広がる360度の景色を眺めるにとどまらず、一連の体験を通じて知的好奇心を刺激し、想像力を育む施設となっている。キャッチコピーは「展望せよ。渋谷。世界。自分。未来。（英語表記はOpen your eyes. Shibuya, The world, Yourself , The future.）」。

## 概要
東急東横線渋谷駅旧地上駅舎跡地北部及び東急百貨店東横店東館跡地の再開発計画（渋谷スクランブルスクエア東棟）は「渋谷駅街区開発計画I期」として2013年（平成25年）6月17日に東京都より都市再生特別措置法に基づく都市再生特別地区の都市計画決定がなされ、2014年（平成26年）8月から本格的な工事に着手していた。当初は展望施設の無い高層ビルとして計画されていたが、2014年7月に実施された建築基準法の改正で、エレベーターのシャフトの空間部分が容積率の対象となる「床」としてカウントされなくなったことを受け、渋谷を訪れる人々に対する都市の魅力をさらに高めるため、2015年（平成27年）に計画を一部変更し、ビル最上部に屋外と屋内からなる展望施設を設置することとなった。
SHIBUYA SKYの設計は日建設計 と乃村工藝社が、演出はライゾマティクスが手がけた。
混雑した渋谷の街から解放される舞台のような場所として、敢えて何もない巨大なデッキ空間を設けて、空とつながる都市の公園とした。
ライゾマティクスは展望台を「空間装置」と捉え、SHIBUYA SKYの入口から出口までを一貫した「体験ストーリー」で演出している。「一度自分を“日常”から切り離して“非日常”を体験し、そしてまたいつもの“日常”に戻る」という巡礼様式や通過儀礼の流れをヒントに、その体験構造を施設全体の体験ストーリーに盛り込み、日常から「分離」し、再び日常に戻る「統合」までの一連の流れを、14階にあるエントランスからすべての空間に当てはめた。プロジェクトディレクターの有國恵介は、この演出のインスピレーション源となった場所として広島県宮島の「弥山展望台」を挙げている。
2019年（令和元年）11月1日に渋谷スクランブルスクエアとともに開業した。

## 施設
SHIBUYA SKYは、14階〜45階の移行空間「SKY GATE」、日本最大級の屋上展望空間「SKY STAGE」、46階の屋内展望回廊「SKY GALLERY」の3つのゾーンで構成されている。全てのゾーンが一貫して繋がっている。
| 階数 | 施設                                 |
| ---- | ------------------------------------ |
| RF   | 屋上展望空間「SKY STAGE」            |
| 46F  | 屋内展望回廊「SKY GALLERY」          |
| 45F  | 移行空間「SKY GATE」、多目的スペース |
| 14F  | 移行空間「SKY GATE」                 |

### 移行空間「SKY GATE」（14階〜45階）
SHIBUYA SKYの入口という位置づけで、「SENSING HALL」、「TRANSITION POD」、「LEADING LINE」で構成されている。副題は「感性をひらく路（みち）」。

#### SENSING HALL “予感の部屋”
45階まで向かうエレベーターの乗り場。天面の鏡や床面の反射を使って、空間が少し歪んで見える構造になっており、これにより来場者の意識を日常から非日常に導く演出となっている。また、待機中の人の数やその位置を取得するセンサーがあり、その情報に合わせて天井面の音と映像が連動し、人の流れや相互の関係性を表現している。

#### TRANSITION POD “移行する部屋”
14階から45階までの間を分速360mで移動する体感型エレベーター（日立製）。天井全面にはディスプレイとマルチチャンネルの音響システムがあり、映像と音響がエレベーターの上昇・下降に連動している。これにより、日常から非日常への移行を体験化している。

#### LEADING LINE “導きの光”
45階から46階への上りエスカレーターがあるフロア。入口から出口までを一続きの光で誘導することにより、トンネルから外へ出たときの爽快感と、狭くて暗い空間を登り切って屋上に出た瞬間の開放感を演出している。内側にせり出した壁を作るなどして敢えて圧迫感を演出したり、音響には玉砂利の上を歩く音を使うなど、神聖さを感じる雰囲気を作り出したりしている。

### 屋上展望空間「SKY STAGE」（屋上）

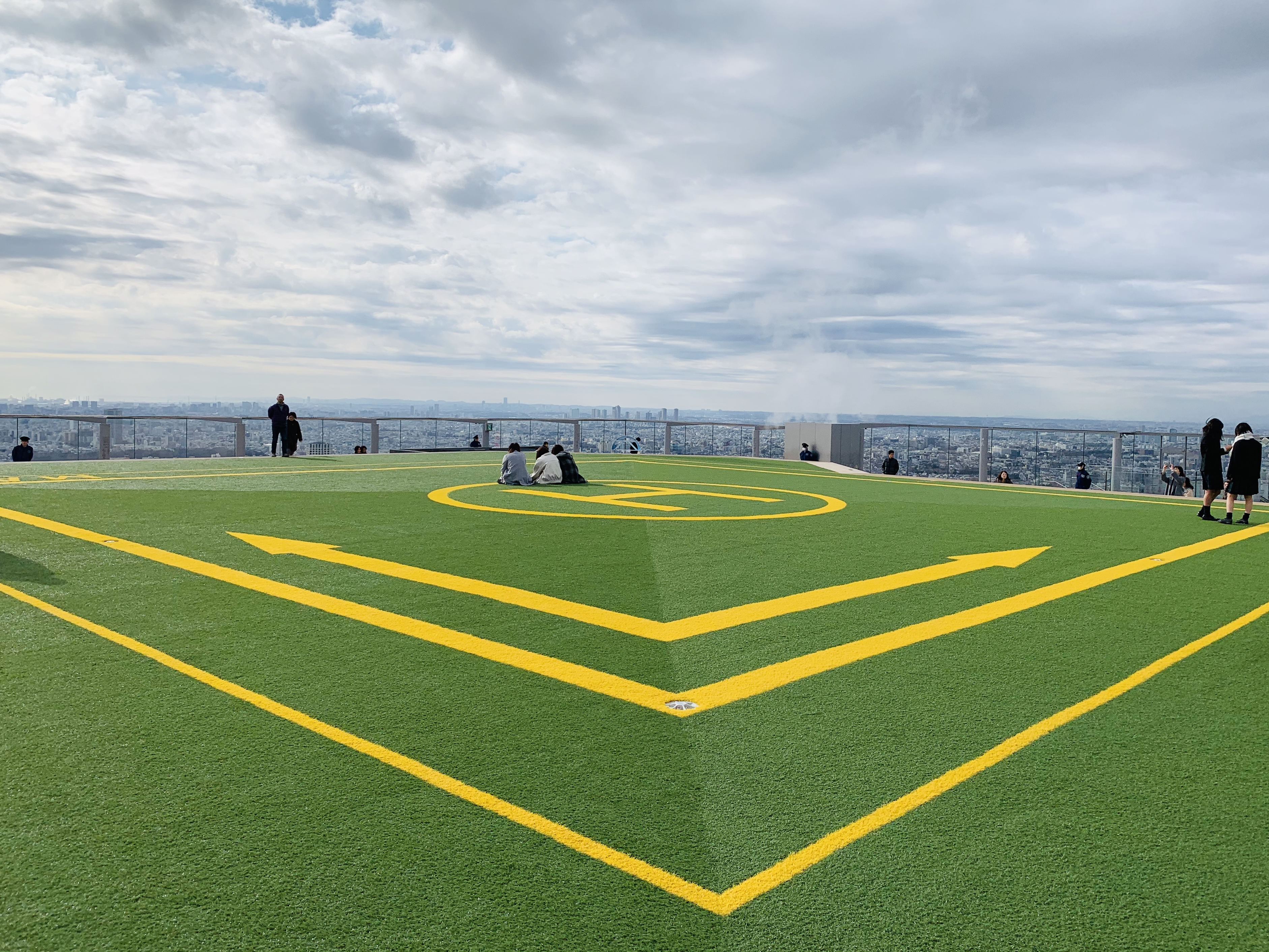
屋上展望空間「SKY STAGE」

国内最大級約2,500 m2の屋上展望空間。「SKY EDGE」、「CLOUD HAMMOCK」、「GEO COMPASS」「CROSSING LIGHT」で構成されている。なお、安全のためポケットに入るカメラ、ネックストラップのついているカメラ、携帯電話以外の手荷物は持ち込みが禁じられており、46階のロッカーに預けなくてはならない。副題は「解き放たれる空の舞台」。

#### SKY EDGE
渋谷スクランブル交差点を直下に見下ろせるスポット。ガラス壁が他面より低くなっており開放感を感じられるようになっている。床にはLEDを配しており、まるで矢印のように交差点方向を指し示す。

#### CLOUD HAMMOCK
空を見上げるように寝そべることができるハンモック。

#### GEO COMPASS

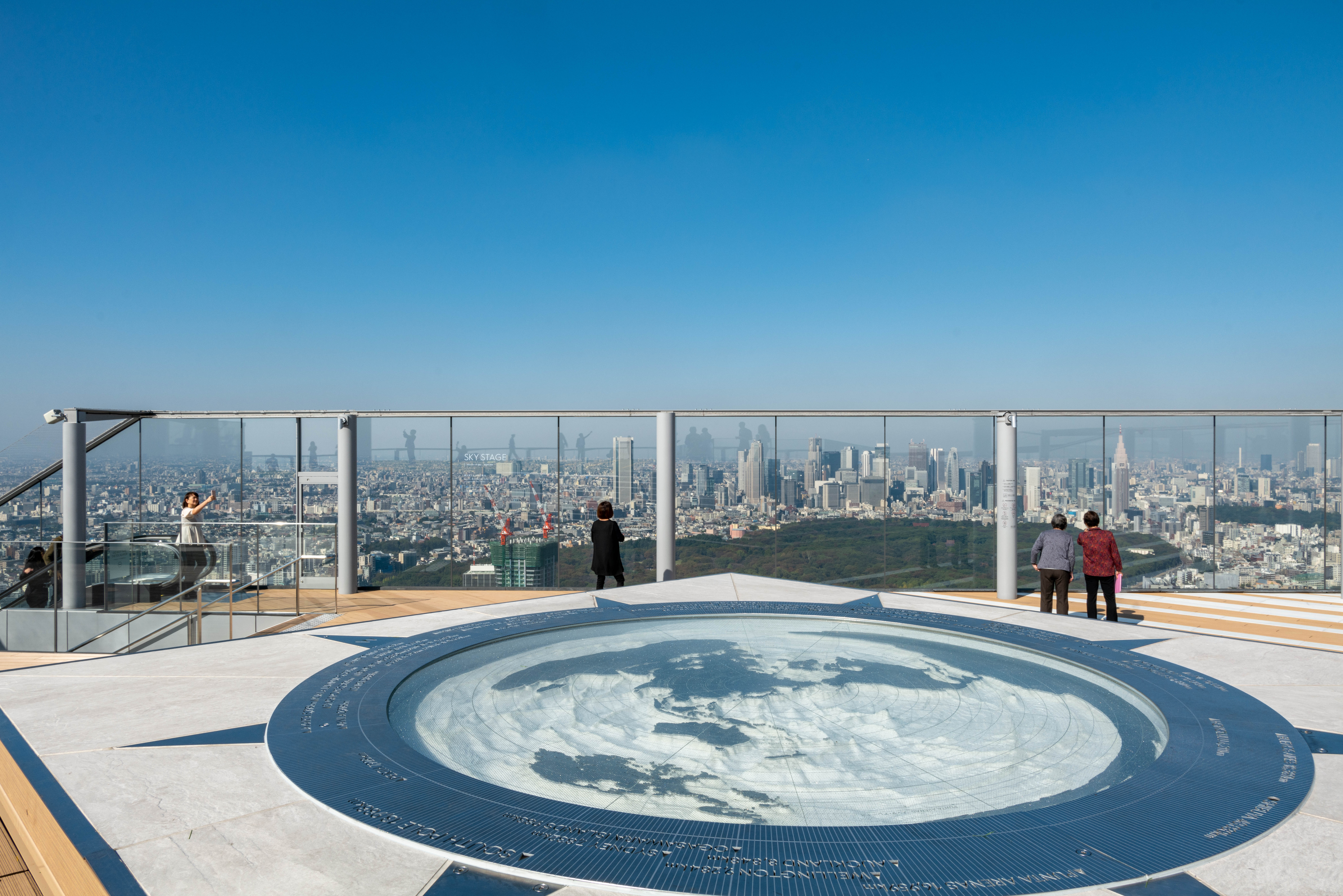
GEO COMPASS

SHIBUYA SKYの最も高い位置から360度のパノラマビューを楽しめるスポット。足元には世界地図が描かれており、パノラマビューから広がる地球を想像できる空間となっている。

#### CROSSING LIGHT
18台のサーチライトにより、日没後に季節にあわせたライティングと音響による演出が用意される。

### 屋内展望回廊「SKY GALLERY」（46階）

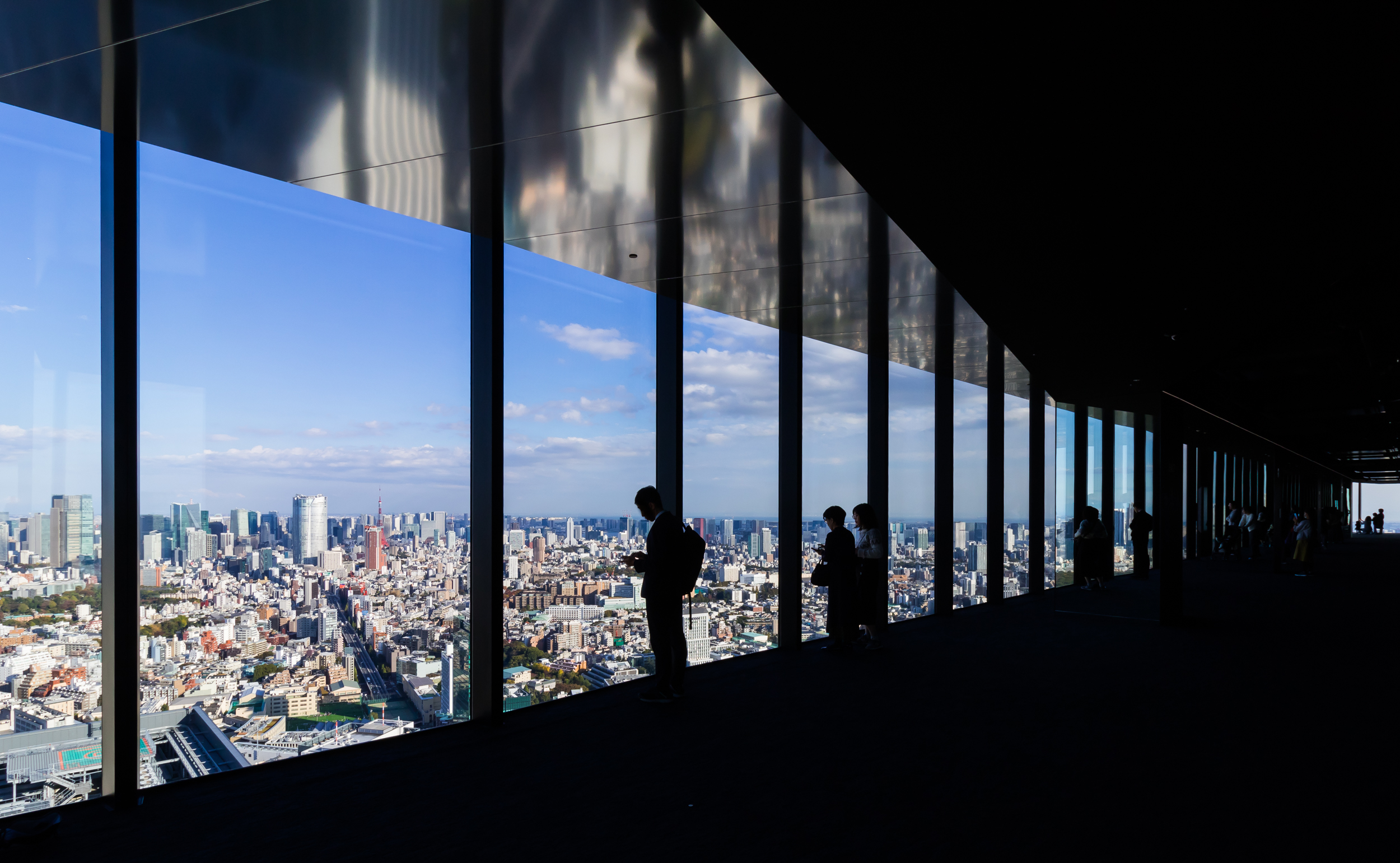
屋内展望回廊「SKY GALLERY」

屋内展望エリア。「TIME RIVER」、「PARALLEL WINDOWS」、「DATA SCAPE」で構成されている。眺望体験と空間演出を融合したインタラクティブなコンテンツが用意されている。屋上で景色を楽しんだ後に楽しむゾーンであるとともに、悪天候で眺望が望めない時でも楽しめる。目に見えない景色を映像表現し、新たな気付きを得られるコンテンツを提供している。また、トランジットジェネラルオフィスの新業態となるミュージック・バー「パラダイス ラウンジ(Paradise Lounge)」や、グッズを販売する「SHIBUYA SKY SOUVENIR SHOP」もある。副題は「視点が拡（ひろ）がる展望ギャラリー」。 

#### TIME RIVER “時空の川”
10台の70インチ4Kディスプレイが並べられており、時の流れを映像で表現している。来場者が棒状のタッチスティックを押すことで、時の流れの中に自分が訪れた証を刻むことができる。

#### PARALLEL WINDOWS “視点の窓”
高精細4Kディスプレイモニターが3つあるエリア。左側のディスプレーは「時間」を表し、窓の外に見える景色が朝から夜まで時間ごとに刻々と変化する街の姿を映している。中央のディスプレーは「世界」を表し、同じ方角にある異国の地の姿を映している。右側のディスプレーは「自分」を表し、画面上で動くと、その動きに合わせて街の風景も変化していく。3つのディスプレイは現在の街の風景とシンクロをしながら、実際にこの場で見ることのできないもう一つの世界と融合するという新しい眺望体験ができる。

#### DATA SCAPE “データの景色”
約40mのLEDモニターが設置されているエリア。渋谷に関わる様々なデータをビジュアライズ化し、その反対側に広がる実際の渋谷の眺望と融合して、渋谷の「今」を「データの景色」として映し出している。

### その他の施設
45階には会議、セミナー、PRイベント（発表会、対談）などさまざまな用途で利用できる多目的スペースがある。

### 動画
1. ↑  汎株式会社SHIBUYA SKY／汎株式会社 - PAN. co., ltd - YouTube（2020年2月7日）2023年1月17日閲覧。